# Kropáč

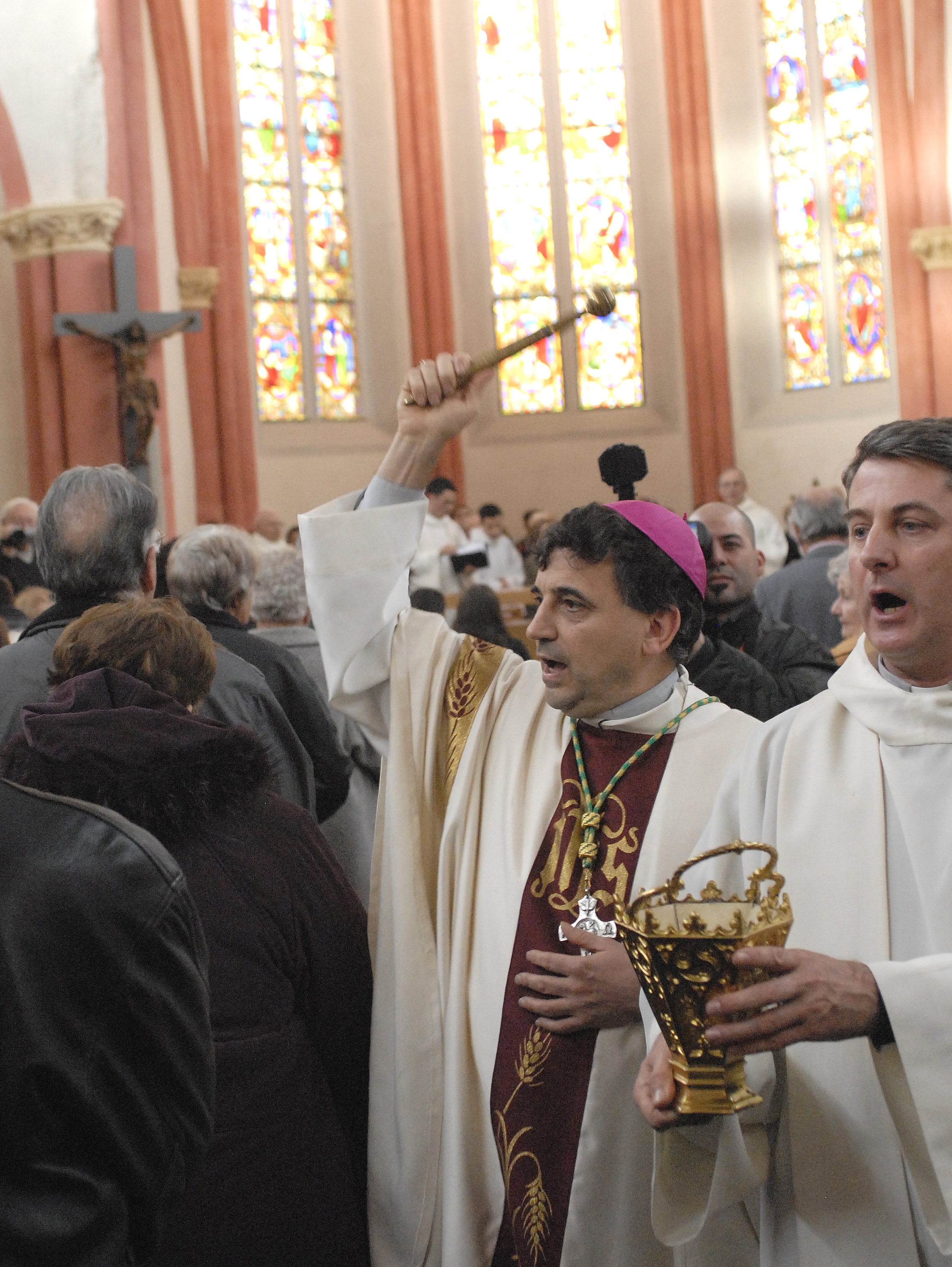
Užití kropáče při výkropu

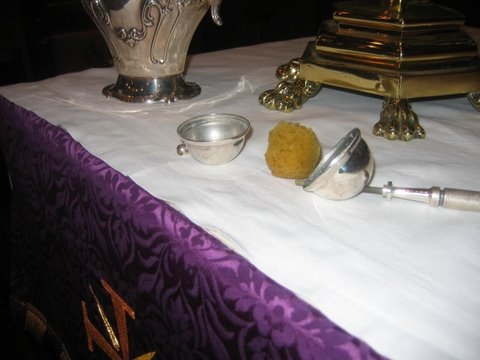
Kropáč s rozšroubovanou hlavicí

Kropáč (Aspergillum) je liturgický nástroj, který se používá při výkropu. Obvykle je vyroben z kovu, má rukojeť a dutou děrovanou hlavici vyplněnou houbou, která se namáčí do svěcené vody v kropence. Máváním kropáče se pak rozprašuje svěcená voda do vykrápěného prostoru či na svěcený předmět. V některých krajích má kropáč podobu svazku větviček svázaných dohromady.